# Wereldkampioenschappen veldrijden 1987
De wereldkampioenschappen veldrijden 1987 werden gehouden op 24 en 25 januari 1987 in Mladá Boleslav, Tsjechië.

## Uitslagen

### Mannen, elite
| Plaats | Renner              | Land                     | Tijd    |
| ------ | ------------------- | ------------------------ | ------- |
|        | Klaus-Peter Thaler  | Bondsrepubliek Duitsland | 1.08:04 |
| Zilver | Danny De Bie        | België                   | + 0.18  |
| Brons  | Christophe Lavainne | Frankrijk                | + 1.20  |
| 4.     | Hennie Stamsnijder  | Nederland                | + 1.23  |
| 5.     | Volker Krukenbaum   | Bondsrepubliek Duitsland | + 1.38  |
| 6.     | Frank van Bakel     | Nederland                | + 2.13  |
| 7.     | Rein Groenendaal    | Nederland                | + 2.15  |
| 8.     | Albert Zweifel      | Zwitserland              | + 2.32  |
| 9.     | Paul De Brauwer     | België                   | + 2.37  |
| 10.    | Claudy Michely      | Luxemburg                | + 2.39  |

### Jongens, junioren
| Plaats | Renner                 | Land                     | Tijd   |
| ------ | ---------------------- | ------------------------ | ------ |
|        | Marc Janssens          | België                   | 48.46  |
| Zilver | Ralf Berner            | Bondsrepubliek Duitsland | + 0.26 |
| Brons  | Tomáš Port             | Tsjecho-Slowakije        | + 0.40 |
| 4.     | Kurt De Roose          | België                   | + 1.03 |
| 5.     | Luca Bramati           | Italië                   | z.t.   |
| 6.     | Daniel Van Steenbergen | België                   | + 1.23 |
| 7.     | Pavel Camrda           | Tsjecho-Slowakije        | + 1.27 |
| 8.     | Kamil Polák            | Tsjecho-Slowakije        | + 1.42 |
| 9.     | Wim de Vos             | Nederland                | + 1.58 |
| 10.    | Kai Hundertmarck       | Bondsrepubliek Duitsland | + 2.05 |

### Mannen, amateurs
| Plaats | Renner             | Land                     | Tijd    |
| ------ | ------------------ | ------------------------ | ------- |
|        | Mike Kluge         | Bondsrepubliek Duitsland | 1.03:40 |
| Zilver | František Klouček  | Tsjecho-Slowakije        | + 0.03  |
| Brons  | Roman Kreuziger    | Tsjecho-Slowakije        | + 0.05  |
| 4.     | Martin Hendriks    | Nederland                | + 0.11  |
| 5.     | Christian Redomski | Bondsrepubliek Duitsland | + 0.14  |
| 6.     | Petr Klouček       | Tsjecho-Slowakije        | + 0.24  |
| 7.     | Bruno le Brais     | Frankrijk                | + 0.38  |
| 8.     | Hansruedi Büchi    | Zwitserland              | + 0.43  |
| 9.     | Peter Müller       | Zwitserland              | + 0.58  |
| 10.    | Alex Moonen        | België                   | + 1.09  |

## Medaillespiegel
| Plaats | Land                     | Goud | Zilver | Brons | Totaal |
| 1      | Bondsrepubliek Duitsland | 2    | 1      | 0     | 3      |
| 2      | België                   | 1    | 0      | 0     | 1      |
| 3      | Tsjecho-Slowakije        | 0    | 1      | 2     | 3      |
| 4      | Nederland                | 0    | 1      | 0     | 1      |
| 5      | Frankrijk                | 0    | 0      | 1     | 1      |
| Totaal | Totaal                   | 3    | 3      | 3     | 9      |

1950 · 
1951 · 
1952 · 
1953 · 
1954 · 
1955 · 
1956 · 
1957 · 
1958 · 
1959 · 
1960 · 
1961 · 
1962 · 
1963 · 
1964 · 
1965 · 
1966 · 
1967 · 
1968 · 
1969 · 
1970 · 
1971 · 
1972 · 
1973 · 
1974 · 
1975 · 
1976 · 
1977 · 
1978 · 
1979 · 
1980 · 
1981 · 
1982 · 
1983 · 
1984 · 
1985 · 
1986 · 
1987 · 
1988 · 
1989 · 
1990 · 
1991 · 
1992 · 
1993 · 
1994 · 
1995 · 
1996 · 
1997 · 
1998 · 
1999 · 
2000 · 
2001 · 
2002 · 
2003 · 
2004 · 
2005 · 
2006 · 
2007 · 
2008 · 
2009 · 
2010 · 
2011 · 
2012 · 
2013 · 
2014 · 
2015 · 
2016 · 
2017 · 
2018 · 
2019 ·
2020 ·
2021 ·
2022 ·
2023 ·
2024 ·
2025

Categorieën

Mannen elite · 
vrouwen elite · 
mannen beloften · 
vrouwen beloften · 
jongens junioren · 
meisjes junioren · 
gemengde estafette

Voormalig:
mannen amateurs